# 岩手大学教育学部附属中学校
岩手大学教育学部附属中学校（いわてだいがくきょういくがくぶふぞくちゅうがっこう）は、岩手県盛岡市加賀野三丁目にある国立中学校である。

## 概要
かつては盛岡市内（一部地域を除く）のみの生徒受け入れであったが、現在は盛岡市（玉山区を除く）・矢巾町・滝沢市の一部、及び紫波町の一部から生徒が通学している。
岩手大学教育学部には附属高校は存在しない為、全員が外部の高校へ進学する。市内にある岩手県立盛岡第一高等学校へ進学する生徒は多く、同高校在籍生徒の出身中学校では最も多数を占めている。
基本的には附属小学校からのエスカレータ式ではあるが、附属小学校の生徒も全員入学試験を受け入学する。

## アクセス
- JR東日本IGRいわて銀河鉄道盛岡駅東口12番のりばより岩手県交通バス利用。
  - 「[314]　浅岸線・水道橋」行あるいは、 ｢[405]　新庄線・つつじが丘｣行に乗車。｢附属中学校前｣バス停下車。徒歩5分。

校内の駐車場への一般車両の乗り入れは原則不可となっているので自家用車での来校の際は近隣の駐車場を利用する必要がある。

## 沿革
- 1947年（昭和22年） - 学制改革により岩手師範学校附属中学校と呼称し、学級数3にて発足
- 1949年（昭和24年） - 学級数6になる。新制大学発足により、岩手大学学芸学部附属中学校と改称
- 1951年（昭和26年） - 学級数9になる。
- 1952年（昭和27年） - 「よく考え誠をもって働く人間」の学校教育目標設定。学校新聞「わだち」創刊
- 1956年（昭和31年） - 生徒会誌『仲間』発行。「附中の歌」全校募集
- 1962年（昭和37年） - 女子制服を制定。「附中の歌」全校募集（附中の歌第4）
- 1964年（昭和39年） - プール落成。
- 1966年（昭和41年） - 学部の名称変更により、岩手大学教育学部附属中学校と改称。
- 1967年（昭和42年） - 創立20周年行事実施。1学年より4学級。「附中の歌」全校募集（附中の歌第6）
- 1969年（昭和44年） - 学級数12となり、1学級45人編成
- 1970年（昭和45年） - 特殊学級開設
- 1972年（昭和47年） - 新校舎（現校舎）落成。移動教室制を実施。
- 1977年（昭和49年） - 附属養護学校開校に伴い、特殊学級を養護学校に統合。
- 1979年（昭和51年） - 特殊学級棟を図書館棟に改め、図書の整備が充実に。
- 1989年（平成元年） - 1学年より1学級40人編成
- 1997年（平成9年） - 創立50周年記念行事実施
- 2018年（平成30年）-1学年より1学級35人編成。全校生徒減少に伴い、社会科研究部と生活科学部が統合し、人文科学部(社会科研究班と生活科学班からなる)になる

## 制服
- 男子　
  - 冬服は標準的な学生服上下である。
  - 夏服はカッターシャツ、スラックスである。
- 女子　
  - 冬服はブレザー、ブラウス、吊りスカートである。
  - 夏服はブラウス、吊りスカートである。

## 著名な出身者
- 佐々木駿 - トランペット奏者
- 湯澤幸一郎 - 俳優、声優、脚本家
- 広瀬めぐみ - 元参議院議員、弁護士
- 達増拓也 - 岩手県知事、元外交官、元衆議院議員
- 村上雅人 - 超伝導工学者
- 土村萌 - 元IBC岩手放送アナウンサー
- 土村芳 - 女優
- 饗庭佑奈 - ニッポン放送報道記者
- 清水敦貴 - プロサッカー選手